# Marvie
Pour les articles ayant des titres homophones, voir Marville.
Marvie (luxembourgeois : Moorbich/Morbech, allemand : Morbich) est un village de la ville belge de Bastogne situé en Région wallonne dans la province de Luxembourg. Il fait partie de la section de Wardin.

## Géographie
Situé au sud-est du centre-ville de Bastogne, le village est contourné au nord-est par la route nationale 84 reliant le centre-ville et la frontière luxembourgeoise.